# SC Austria Lustenau
SC Austria Lustenau är en österrikisk fotbollsklubb från Lustenau som grundades 1914.

## Stadion
Klubben spelar sina hemmamatcher på Reichshofstadions / Planet Pure Stadion.

## Placering tidigare säsonger
| Säsong    | Nivå | Liga       | Placering | Referens | Notering                   |
| --------- | ---- | ---------- | --------- | -------- | -------------------------- |
| 2017/2018 | 2    | Erste Liga | 6         | [ 3 ]    |                            |
| 2018/2019 | 2    | 2. Liga    | 3         | [ 4 ]    |                            |
| 2019/2020 | 2    | 2. Liga    | 11        | [ 5 ]    |                            |
| 2020/2021 | 2    | 2. Liga    | 13        | [ 6 ]    |                            |
| 2021/2022 | 2    | 2. Liga    | 1         | [ 7 ]    | Uppflyttad till Bundesliga |
| 2022/2023 | 1    | Bundesliga | 8         | [ 8 ]    |                            |
| 2023/2024 | 1    | Bundesliga | 12        | [ 9 ]    | Nedflyttad till 2. Liga    |